# Hippodrome Maurice-de-Folleville
 (mars 2025).
L'hippodrome de Carentan la Russie se situe à Carentan dans la Manche.
C'est un hippodrome de trot de 2e catégorie, avec une piste de 1 300 m en herbe avec corde à gauche
.